# 朱藻文
朱藻文（1933年3月—），男，上海人，中国电力工程师，曾任致公党中央委员、四川省委主委，第八、九届全国政协委员。